# Armeria duriaei
Armeria duriaei är en triftväxtart som beskrevs av Pierre Edmond Boissier. Armeria duriaei ingår i släktet triftar, och familjen triftväxter. Inga underarter finns listade i Catalogue of Life.